# カール・ギェレルプ
カール・ギェレルプ（Karl Adolph Gjellerup、1857年6月2日-1919年10月13日）はデンマークの詩人、小説家で、ヘンリク・ポントピダンとともに1917年度のノーベル文学賞を受賞した。彼はモダン・ブレイクスルーに属し、エピゴノス（Epigonos）というペンネームを用いた。

## 生涯
ギェレルプはシェラン島で司教代理の息子として生まれ、愛国的な家庭に育ったが、1870年代には無神論やフリーラブについての大胆な小説を書くゲーオア・ブランデスと博物主義運動の熱心な支持者となった。しかし彼自身の出自の影響により、しだいにブランデスとは距離を置くようになり、しだいに博物主義からロマン主義に傾倒していった。彼はドイツの文化に強い魅力を感じ（彼の妻もドイツ出身だった）、1892年にドイツに定住した。1914年から18年の戦時を含め、年を経るごとに、彼はドイツ帝国にアイデンティティを感じるようになっていった。
彼の作品で最も重要なものは、多数派につきがちな神学者であった若者が無神論者でインテリになるまでを描いた半自伝的小説のGermanernes Lærlingである。いくつかのリヒャルト・ワーグナーの芝居によって彼のロマン主義の傾向は強まった。また、愛と嫉妬を描いた怪しげなメロドラマである、Møllenという有名な小説もある。彼は晩年には明らかに仏教や東洋文化の影響を受けている。
デンマークでは、彼は長い間ドイツ人の作家であると認識されていて、彼のノーベル賞受賞にはあまり関心が寄せられなかった。第一次世界大戦中、スウェーデンは中立国であったため、賞の授与は政治的な憶測は呼ばなかった。ギェレルプはデンマークではほとんど忘れられているが、それにも関わらず、彼は「真実への正直な追求者」とみなされている。